# پرکوپا
پِرکوپا (به مجاری:  Perkupa) یک شهرداری در مجارستان است که در ناحیه ادلنی واقع شده‌است. پرکوپا ۱۹٫۴ کیلومتر مربع مساحت و ۹۲۵ نفر جمعیت دارد.